# София Тех Парк
„София Тех Парк“ е българско държавно дружество, което реализира и ръководи проекта за създаване на научно-технологичен парк в София, финансиран от програми на Европейската комисия. София Тех Парк е първият научно-технологичен парк в България и е разположен на площ от 40 000 m2 в местността „Къро“, район „Младост“. Включва нов и обновен сграден фонд.
Основните области, върху които е съсредоточена дейността на парка, са информационните и комуникационните технологии, науките за живота и зелената енергия. Целите му са да подпомага развитието на изследователския, иновационния и технологичния капацитет на България, като е в партньорство с частни и публични организации, за да подпомогне иновационната среда.